# 17602 Др. Джі
17602 Др. Джі (17602 Dr. G.) — астероїд головного поясу, відкритий 19 вересня 1995 року.
Тіссеранів параметр щодо Юпітера — 3,086.